# Herzberg (Taunus)

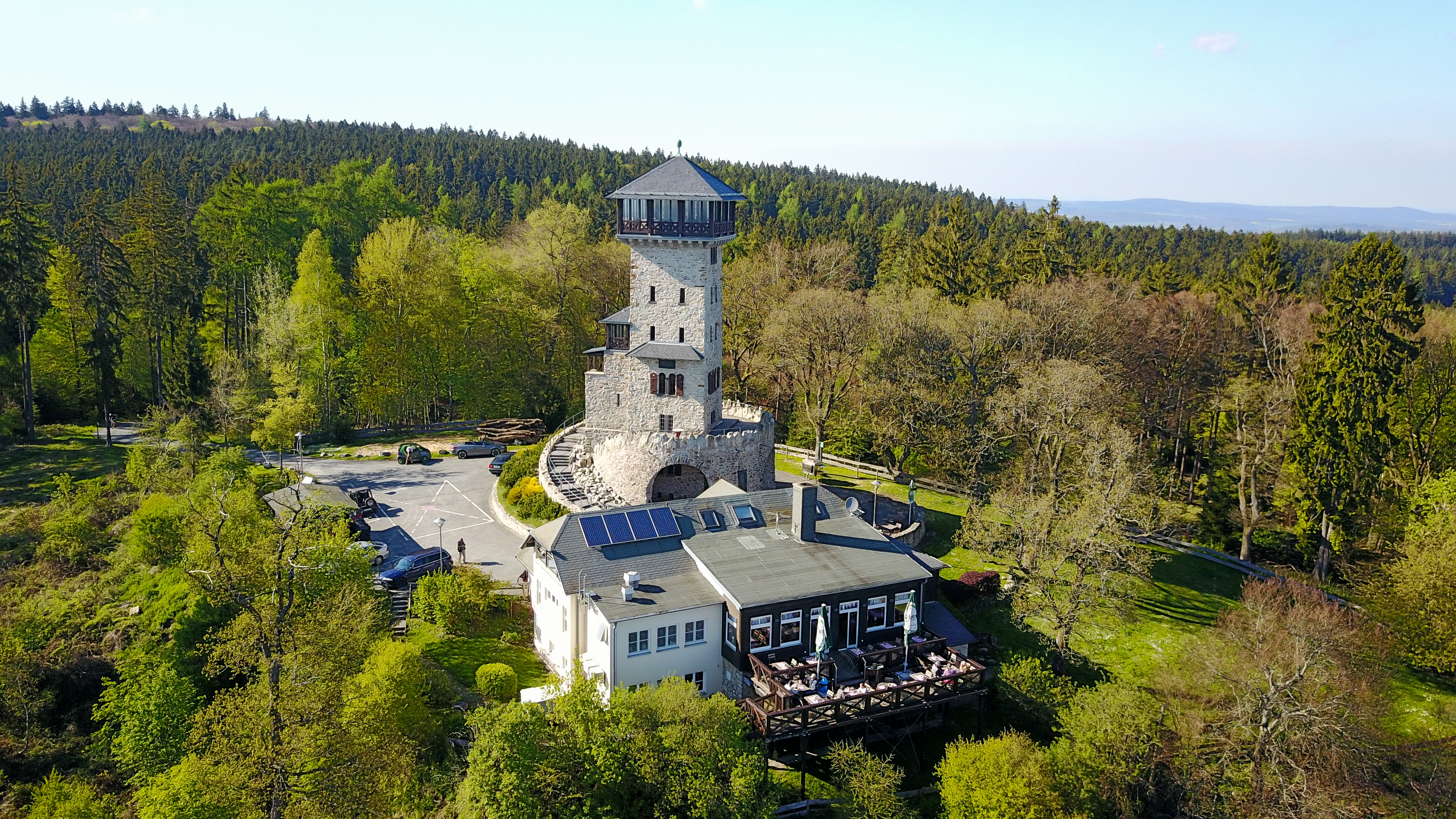
Gipfel des Herzbergs

Der Herzberg im Taunus ist der 591,4 m ü. NHN hohe Südostsporn der benachbarten Erhebungen Kieshübel (632,8 m) und Roßkopf (632,4 m) im Taunus. Er liegt bei Dornholzhausen im hessischen Hochtaunuskreis. Auf ihm stehen der Aussichtsturm Herzbergturm und der Berggasthof Herzberg; daher ist der Herzberg als Hausberg von Bad Homburg vor der Höhe beliebtes Ausflugsziel.

## Name
Der Name des Bergs bezieht sich auf den Hirschen. Aus ursprünglich Hirschberg wurde über Hirzberg der heutige Name Herzberg.

## Geographie

### Lage
Der Herzberg erhebt sich im Naturpark Taunus. Sein Gipfel liegt im Bezirk Dornholzhausen, einem nordwestlichen Stadtteil von Bad Homburg, deren Kernstadt etwa 6 km entfernt ist, etwa 3,5 km nordwestlich von dessen Ortskern. Die zum Taunushauptkamm gehörenden Gipfel von Kieshübel (632,8 m) und Roßkopf (632,4 m) liegen 800 m nordwestlich und 1,1 km westnordwestlich. Nordöstlich des Herzbergs entspringt der Kirdorfer Bach, auf seiner Südostflanke der Heuchelbach und im Südwesten der Habigsborn.

### Naturräumliche Zuordnung
Der Herzberg gehört in der naturräumlichen Haupteinheitengruppe Taunus (Nr. 30) und in der Haupteinheit Hoher Taunus (301) zur Untereinheit Feldberg-Taunuskamm (301.3). Sein Landschaft fällt nach Südosten in die zur Haupteinheit Vortaunus (300) gehörende Untereinheit Homburger Vortaunus (300.3) und nach Süden in der Untereinheit Altkönig Vorstufe (300.2) in den Naturraum Kronberger Taunusfuß (300.21) ab.

## Herzbergturm
Auf dem Gipfel des Herzbergs steht der Aussichtsturm Herzbergturm. Er bietet den Blick auf die Mainebene, die Wetterau und den Taunus bis zum Großen Feldberg.

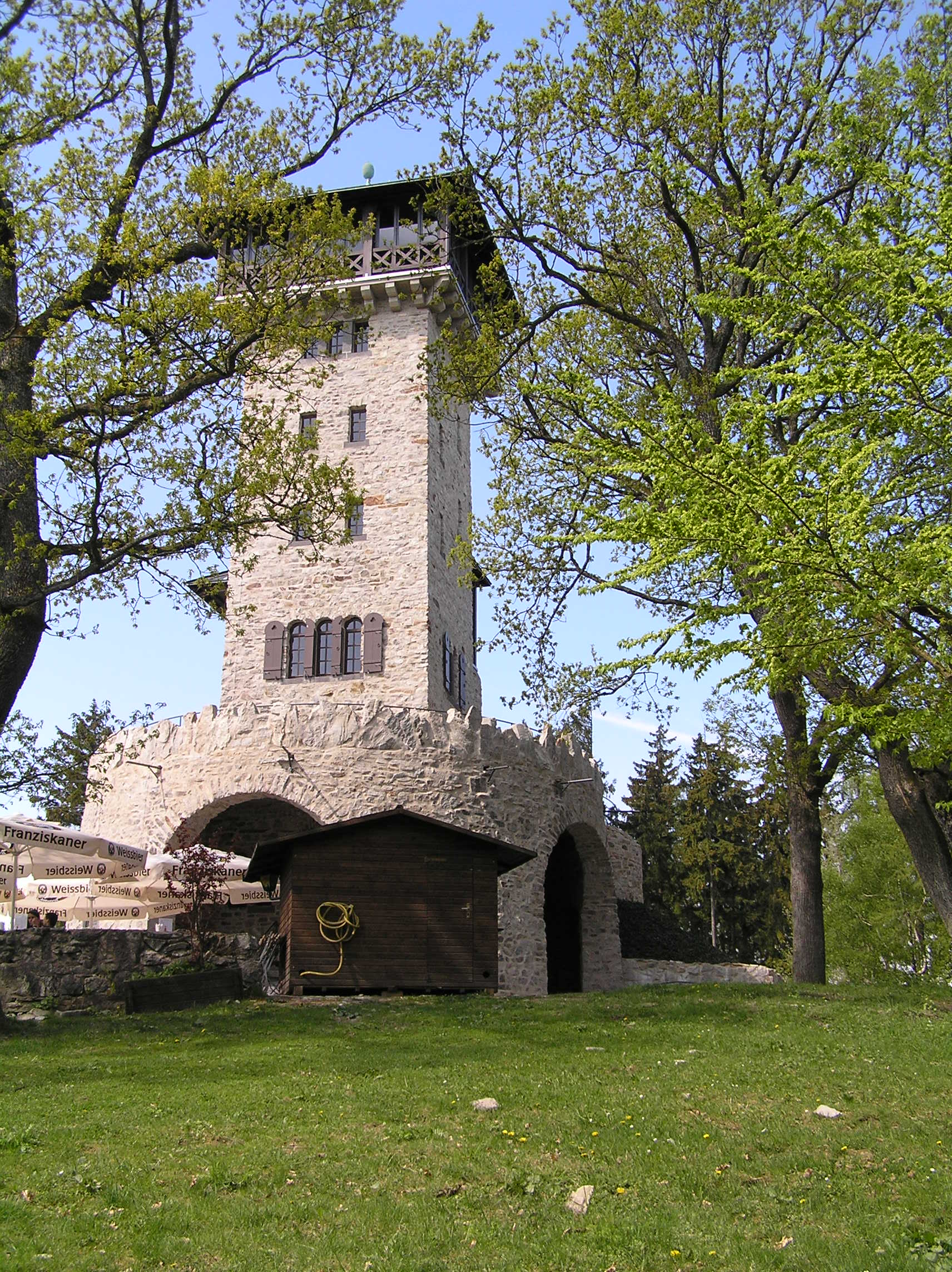
Herzbergturm von Osten

Bereits 1875 wurde auf dem Herzberg der Bad Homburger Ableger des Frankfurter Taunusklubs gegründet, mit dem Ziel, auf dem Gipfel eine Aussichtsplattform zu bauen. Das Vorhaben hatte aber mangels finanzieller Mittel zunächst keinen Erfolg. Als Ersatzmaßnahme wurde 1878 ein 18 m hohes Holzgerüst errichtet. Unter der Ägide des Bad Homburgers Georg Schmidt wurde 1885 ein eigenständiger Homburger Taunusklub gegründet. Ziel des Clubs war die Errichtung eines steinernen Aussichtsturms, der auch Wind und Wetter Widerstand bieten sollte. 1891 starteten die Planungen, aber erst 1910 hatte man die nötigen finanziellen Mittel von 25.000 Mark (in heutiger Kaufkraft 176.764 Euro) zusammen.
Am 12. April 1910 unterzeichnete Kaiser Wilhelm II. höchstpersönlich den Entwurf für den Bau des Herzbergturms mit einem „Genehmigt“. Damit konnte der Bau des Turms beginnen. Zuvor hatte der Kaiser einen anderen Entwurf für den Neubau abgelehnt, und zwar mit der Begründung: „Es gibt keinen Bezug auf das benachbarte Kastell Saalburg und den Limes.“ So entwarf Baurat Louis Jacobi (1836–1910) nach seinem Wiederaufbau des Kastells Saalburg (1898–1907) den heute noch existierenden Herzbergturm, der einem römischen Wachturm nachempfunden wurde.
Rund drei Monate nach dem kaiserlichen Startschuss konnte am 20. Juli 1910 die Grundsteinlegung vollzogen werden. Zum Bau wurden Taunusquarzit-Findlinge verwendet, für den hölzernen Dachaufbau Eichenholz aus dem Taunus. Insgesamt 124 Stufen führen über eine Außentreppe und ein Treppenhaus zur geschlossenen Aussichtsplattform. Die Einweihung des 25 m hohen Turms wurde am 30. Juli 1911 gefeiert, seit 1932 gibt es auch eine Gaststätte auf dem Herzberg.
Der Turm war im Besitz des Taunusklubs Bad Homburg und ging nach 2000 in den Besitz der Stadt Bad Homburg über. Ab 2005 wurde an einer Planung für die umfassende denkmalpflegerische Sanierung gearbeitet und der Turm wegen Einsturzgefahr gesperrt. Im Juli 2006 wurde die Dringlichkeit der Sanierung bekannt, so dass seitens der Stadt sofort Mittel bereitgestellt wurden. Die Arbeiten begannen schließlich im Frühsommer 2007. Die Sanierung kostete insgesamt 1,25 Millionen Euro. Länger als ursprünglich geplant dauerten die Arbeiten wegen des nötigen Aufwands, der sich erst während der Arbeiten zeigte. Statt einer Überarbeitung der Fugen wurden diese teilweise komplett ausgetauscht. Auch die Quarzitsteine wurden gereinigt oder durch 20 Kubikmeter neue aus den Werken im Köpperner Tal ersetzt. Die Kappendecken wurden in Stahlbeton erneuert, die Fensterrahmen bestehen nun aus Stahl und neuem Eichenholz. Neben der Erneuerung der Böden wurden diese in den Innenräumen mit Parkett ausgelegt.
Seit dem 8. Dezember 2008 ist der Turm gegen 50 Cent Eintritt, der dem Wirt des 1932 errichteten Berggasthofs zugutekommt, wieder für jeden zugänglich. Zur Besteigung des Turms muss an der Außentreppe ein Drehkreuz passiert werden. Nach insgesamt 61 Stufen erreicht man die Eingangstür zu einem westseitig angebauten verglasten Treppenhaus mit 15 Stufen. Durch eine zweite Holztür betritt man den quadratischen Turmkörper, in dem 48 Stufen über zwei Zwischenetagen zur geschlossenen rund 20 m hohen Aussichtsplattform führen. Diese ist ringsum mit raumhohen Fenstern verglast und bietet einen guten Blick in die Umgebung. Auf zwei unterschiedlich hohen Betonpodesten finden sich außerdem Holzauflagen und einige Klappstühle.

## Galerie

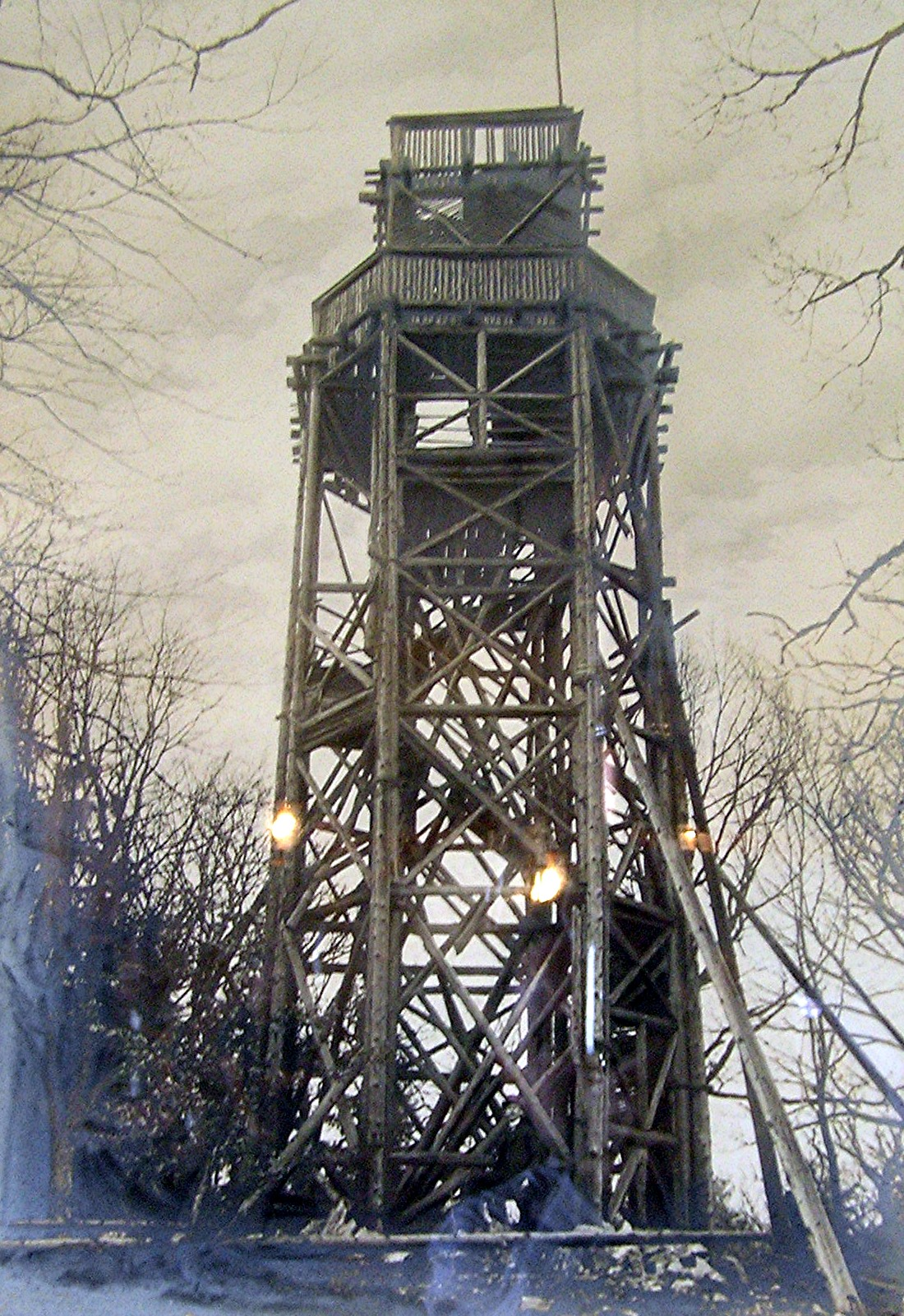
Herzbergturm von 1878
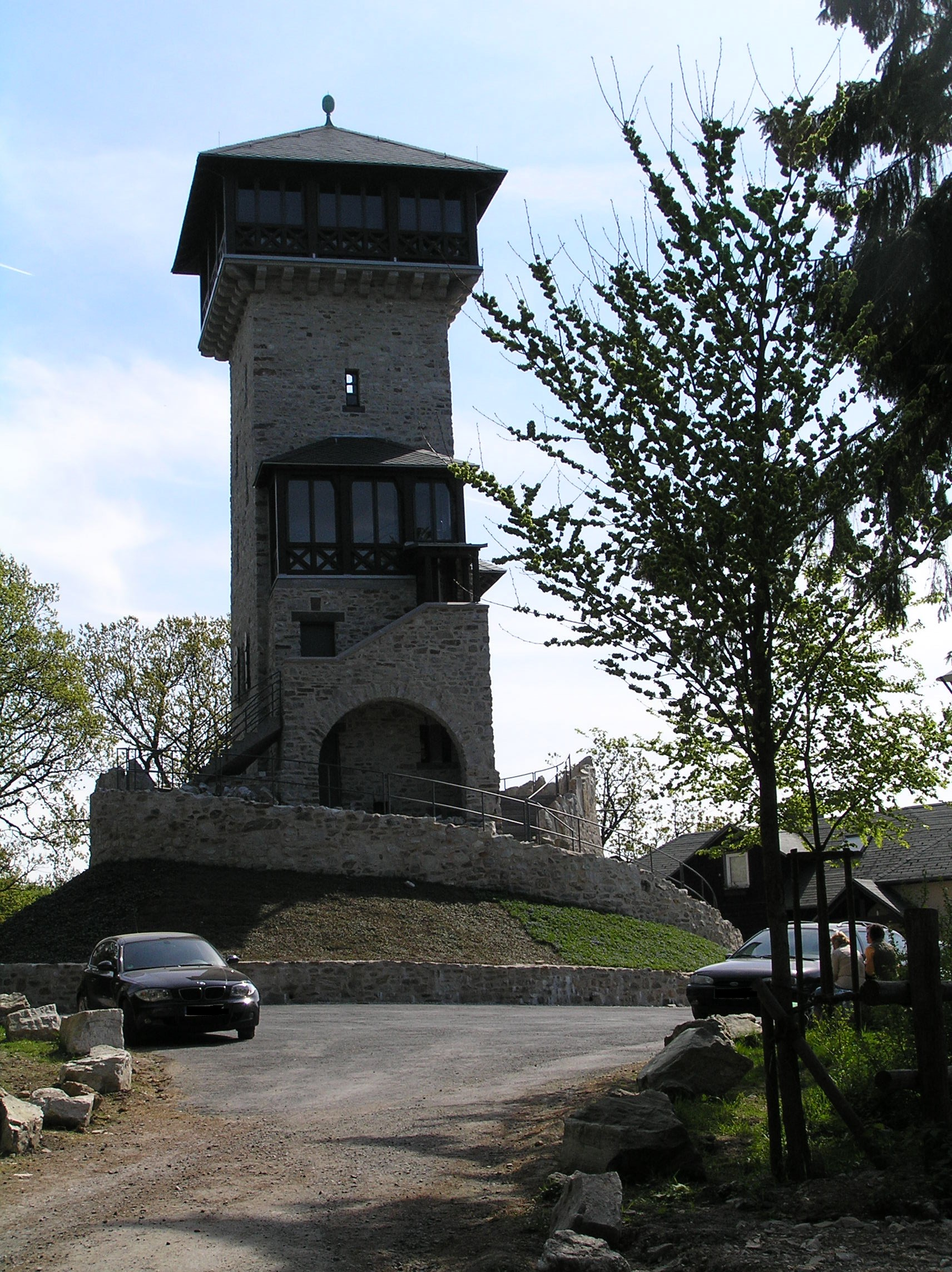
Herzbergturm von Westen
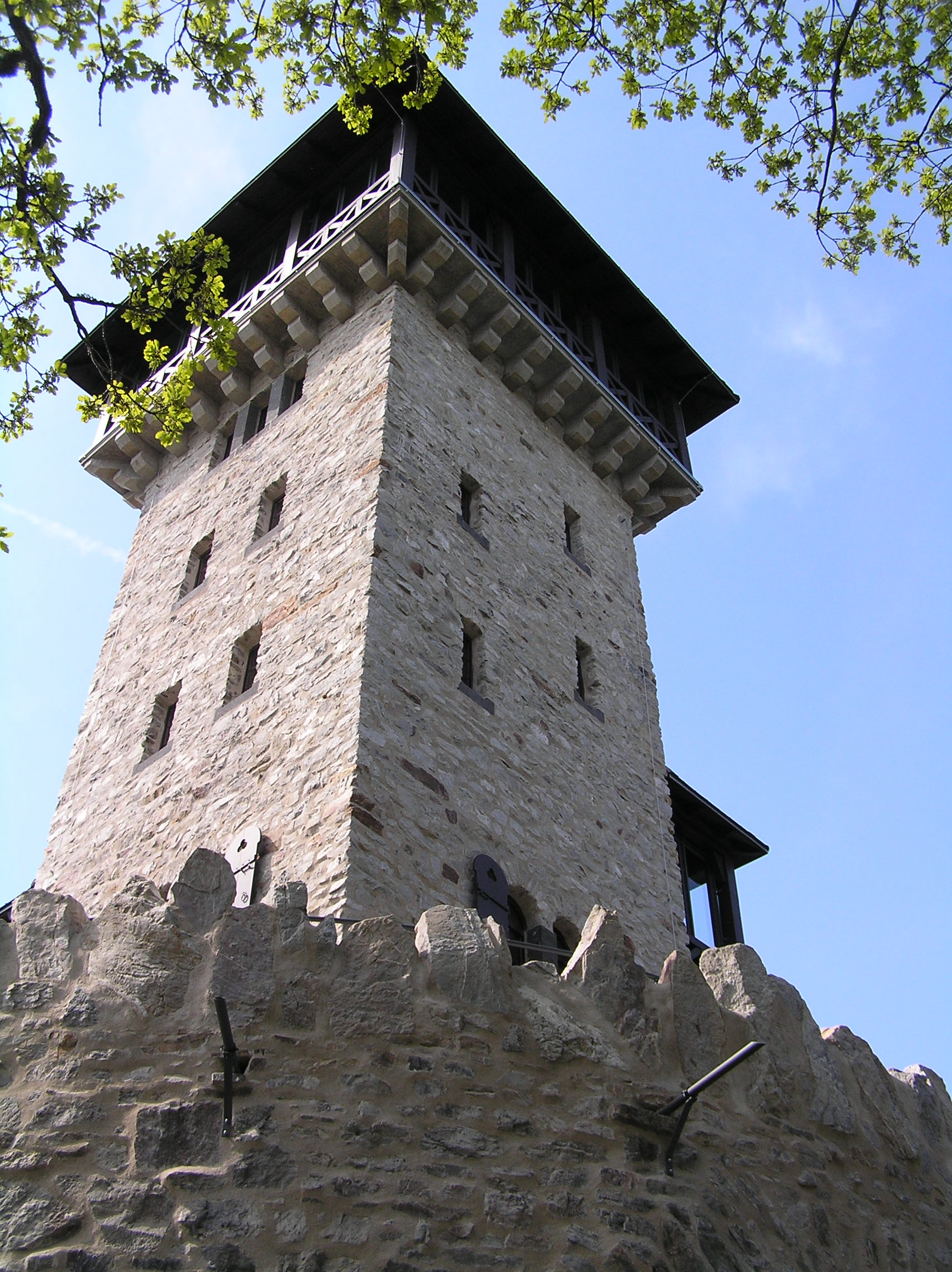
Herzbergturm von Nordosten
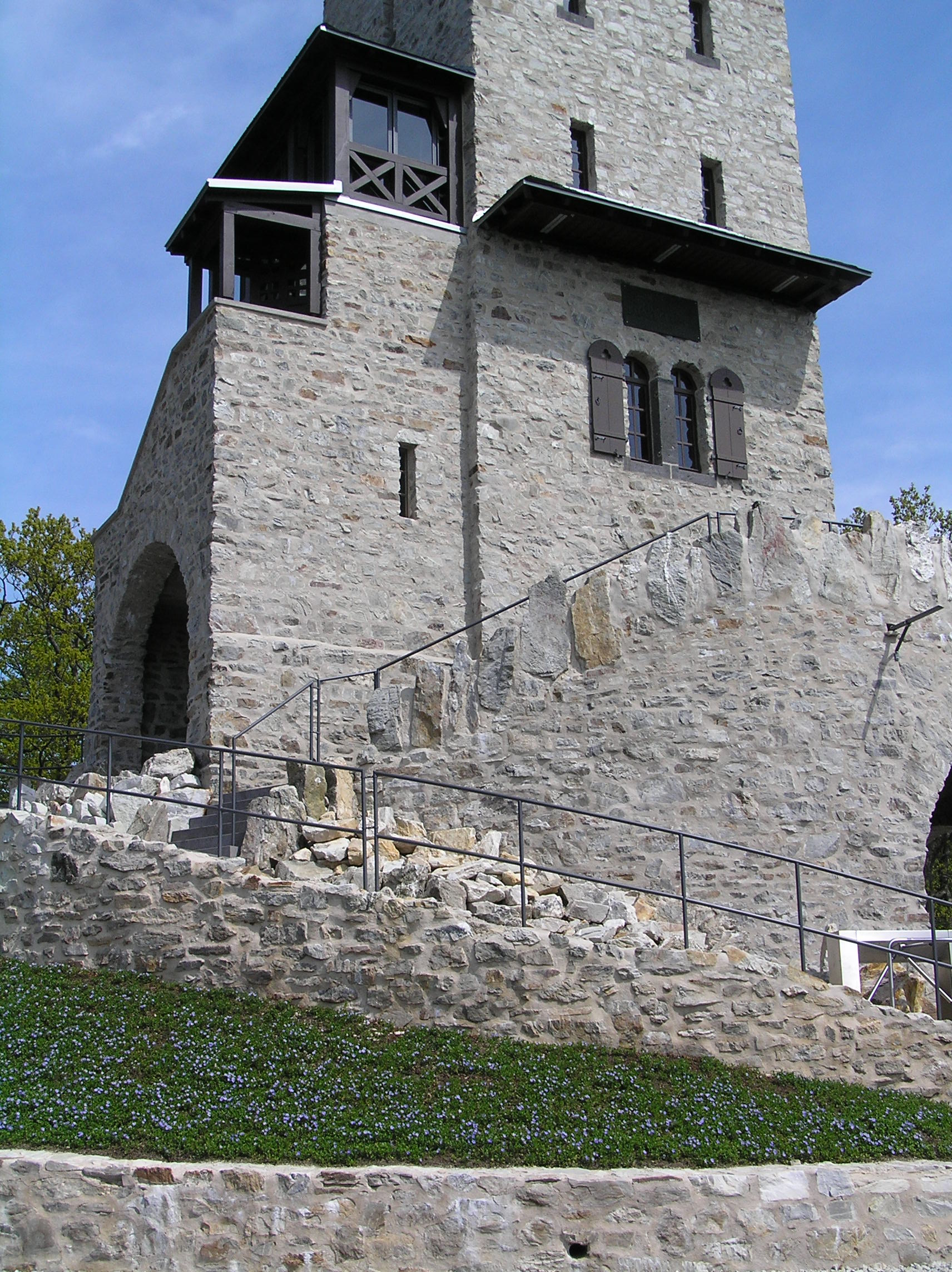
Einstieg in den Herzbergturm

## Verkehr und Wandern
Der Herzberg ist über Wanderwege sowie eine aus Richtung des Kastells Saalburg nahe der Bundesstraße 456 kommende Zufahrts- und Stichstraße, die allerdings am Wochenende für den öffentlichen Verkehr gesperrt ist, erschlossen. Parkmöglichkeiten gibt es dafür an der Saalburg; vom Herzberg (591,4 m) ist der Roßkopf (632,4 m) mit geringem Anstieg über einen Wanderweg zu erreichen.